# Nowe Miasto (Poznań)
Nowe Miasto – dawna dzielnica administracyjna Poznania od 1954 do 1990 roku. Była największą z pięciu dawnych dzielnic. Obejmowała cały obszar miasta na wschód od Warty (prawy brzeg) oraz Ostrów Tumski.
Po 1990 roku dzielnice zostały zlikwidowane, jednak Urząd Miasta Poznania przydzielił ich dawne obszary do swoich pięciu delegatur, w których znajdowało się część instytucji miejskich. Granice dawnych dzielnic zostały wykorzystane w celu organizacji pracy urzędu miasta. Delegatura UM Poznań-Nowe Miasto znajdowała się przy ul. Zagórze 15.
Niektóre urzędy nadal podają dawne dzielnice w celu załatwienia spraw mieszkańców, z wielu mniejszych osiedli. Obszar dawnej dzielnicy Nowe Miasto przyjął także Zakład Ubezpieczeń Społecznych (II Oddział w Poznaniu), Urząd Skarbowy Poznań-Nowe Miasto, Sąd Rejonowy Poznań-Nowe Miasto i Wilda w Poznaniu. Dane statystyczne delegatury gminy miejskiej Poznań-Nowe Miasto przedstawia także Główny Urząd Statystyczny.
W obszarze dawnej dzielnicy według danych z 31 grudnia 2011 roku zamieszkuje 136 091 osób.
Pod koniec funkcjonowania dzielnica Nowe Miasto obejmowała obszar o powierzchni 104,65 km², co stanowiło 40,0% powierzchni Poznania.

## Warunki naturalne
W dawnych granicach dzielnicy znajduje się Jezioro Maltańskie. W 1954 r. dzielnica obejmowała powierzchnię 102,28 km², natomiast pod koniec funkcjonowania 104,65 km².

## Historia
W 1954 roku Prezydium Rządu utworzyła dzielnicę Nowe Miasto, jako jedną z pięciu. W 1984 roku podział na 5 dzielnic Poznania ponowiła Rada Ministrów w granicach wyznaczonych przez Wojewódzką Radę Narodową w Poznaniu.

## Zabudowa
Na przekór nazwie, w obrębie Nowego Miasta znajdują się najstarsze części Poznania: Ostrów Tumski i Śródka. Sama dzielnica jest bardzo zróżnicowana funkcjonalnie. Przeważają obszary jednolitej zabudowy wielorodzinnej powstałe po II wojnie światowej. Przemysł zlokalizowany wzdłuż Warty zdominowany jest przez branżę chemiczną i na północy przez elektrociepłownię Poznań Karolin. W części północno-wschodniej, w Antoninku znajdują się zakłady Volkswagena i huta szkła. Wzdłuż ulicy Warszawskiej znajduje się maltański klin zieleni, na który składają się: na północ od ulicy - lasy komunalne i drugi co do wielkości cmentarz miejski na Miłostowie, a na południe lasy, Nowe Zoo i tereny otaczające Jezioro Maltańskie, w tym Park Tysiąclecia. Stare centrum usługowe stanowi Żegrze oraz 31 Baza Lotnicza Poznań-Krzesiny włączona w system baz NATO.

## Podział
Dzielnica zajmowała całą część Poznania znajdującą się na prawym brzegu Warty oraz Ostrów Tumski.
Po zmianach administracyjnych, od 1 stycznia 2011 roku tereny dawnego Nowego Miasta zostały podzielone na 11 osiedli:
- Antoninek-Zieliniec-Kobylepole
- Osiedle Chartowo
- Osiedle Główna
- Głuszyna
- Krzesiny-Pokrzywno-Garaszewo
- Osiedle Ostrów Tumski-Śródka-Zawady-Komandoria
- Osiedle Rataje
- Starołęka-Minikowo-Marlewo
- Szczepankowo-Spławie-Krzesinki
- Osiedle Warszawskie-Pomet-Maltańskie
- Osiedle Żegrze

W obszarze dawnej dzielnicy administracyjnej wyróżnia się obszary, które zwyczajowo nazywa się dzielnicami (mieszkalnymi), a w gwarze poznańskiej fyrtlami:

- Antoninek
- Berdychowo
- Chartowo
- Franowo
- Garaszewo
- Główieniec
- Główna
- Głuszyna
- Janikowo
- Kobylepole
- Komandoria
- Karolin
- Krzesinki
- Krzesiny
- Łacina
- Malta
- Marlewo
- Michałowo
- Miłostowo
- Minikowo
- Osiedle Warszawskie
- Ostrów Tumski
- Piotrowo (koło Rataj)
- Piotrowo (koło Sypniewa)
- Pokrzywno
- Polanka
- Rataje
- Spławie
- Starołęka (Mała i Wielka)
- Sypniewo
- Szczepankowo
- Śródka
- Święty Roch
- Zawady
- Zieliniec
- Żegrze